# Castellseràs
Castellseràs (en aragonès, castellà i oficialment Castelserás) és un municipi de l'Aragó, de la comarca del Baix Aragó. té una població de 830 habitants (INE 2014).

## Situació i clima
Castellseràs està situat a les proximitats de la confluència del riu Mesquí amb el Guadalope a 382 msnm. La seva temperatura mitjana anual és de 15,1 ° C i la seva precipitació anual és de 390 mm.3

## Història

### Edat Antiga i Mitjana
La fundació de Castellseràs pels ibers sedetans es remunta a l'any 1000 a. C. Al principi, la localitat es va cridar Castrum Altum, segons uns, i Castrum Zeras, segons altres. Sembla que a la Hispània Romana va rebre el nom de Leonica -sinònim de Castrum Zeras i equivalent a «castell de lleó» -, sent una de les cinc ciutats d'Iberia on Juli Cèsar es va proveir de provisions. A principis de la nostra era, Cartago i Roma es disputaven la zona mediterrània i, d'acord amb erudits de la comarca, va tenir lloc una batalla a la zona del Mas Blanc, en la qual va poder participar el cabdill cartaginès Amílcar Barca. Un mausoleu o templet descobert a la Val de l'Aigua Amarga-que feia referència a un fet notable succeït en el lloc- pot al·ludir a aquesta confrontació.
De l'època visigòtica queden enterraments i tombes antropomòrfiques, molt abundants a les terrasses del riu Guadalope. El posterior domini musulmà de la zona va perdurar diversos segles, desapareixent el nom de Castellseràs com a tal, sent el nucli de població més important «Borgalmohada», terme clarament musulmà. Després de la reconquesta duta a terme pel Ramon Berenguer IV i el seu fill Alfons II el Cast, sorgeixen els primers testimonis escrits sobre Castelserás. A partir de llavors, la pertinença de Castellseràs a l'Ordre de Calatrava, que s'estén des del segle xiii fins a meitat de segle xix, marca l'esdevenir històric de la localitat; al costat de Molins i Alberite, constitueix una Encomana menor. El Palau de l'Encomana és testimoni de la importància que va tenir la Ordre.
El document original de la Carta de poblament de Castellseràs, de 1278, s'ha perdut, i aquesta és coneguda només per referències. El 2 d'octubre de 1402, Castelserás s'uneix a Alcanyís i deixa de ser una població independent; els deutes que tenia amb la Corona i la pobresa dels seus habitants van obligar a buscar un valedor a la veïna Alcanyís.

### Edat Moderna i Contemporània
La unió amb Alcanyís va comportar el desenvolupament econòmic i l'increment de la població de Castellseràs. Aquesta unió va suposar un augment en el seu terme municipal, amb el consegüent desenvolupament de la ramaderia i l'aprofitament de les aigües i de les pastures. També es va desenvolupar el molí d'oli de la Vila, motor econòmic de la localitat. No obstant això, a finals de segle xvii sorgeix un desig d'independència, que s'aconsegueix de manera formal el 29 de maig de 1690, si bé no és real fins a 1750.
Durant les guerres carlines, Castellseràs apareix en múltiples ocasions, bé com a lloc de pas o retirada, o bé com a campament base per atacar Alcanyís. El 1835, les tropes carlistes del General Cabrera van cremar l'Ermita del Calvari així com l'església parroquial, enderrocant part de la seva torre. I durant la Tercera Guerra Carlista, l'infant Don Alfonso va voler ocupar Alcanyís; el 13 d'agost de 1874, va disposar el pla d'atac des Castellseràs, encara que finalment Alcanyís els va rebutjar.

## Festes
- Les Festes Majors tenen lloc el 19, 20 i 21 de gener, en honor de Sant Sebastià i Sant Antó. Se celebra a la plaça del Pont i a la plaça Espanya al voltant de les quals es formen muntanyes de llenya i de nit se li cala foc, mentre que al so de "El Rodat" es balla al voltant de les fogueres.

- La festa de Santa Àgueda se celebra el 5 de febrer amb una processió i "pan bendito".
- A la Setmana Santa cal destacar les processions d '"El Encuentro" en Dimarts Sant i la de "El Crist de la Soledat" en Divendres Sant.
- El dilluns després del diumenge de Pentecostés es realitza la romería a l'Ermita de Santa Bàrbara, i fan un esmorzar campestre.
- Les Festes d'estiu, que son el primer cap de setmana d'agost, se celebren en honor de la nostra Senyora de Guadalupe; on se celebren les vaquilles, revetlles i diferents actuacions musicals.
- A la "cena de la vaca", que es duu a terme el 14 d'agost, l'ajuntament convida a sopar carn amb patates.